# 村上七郎
村上七郎（むらかみ しちろう、1919年〈大正8年〉9月14日 - 2007年〈平成19年〉9月18日）は、日本の実業家。テレビ新広島副社長、フジテレビジョン専務取締役、関西テレビ放送社長、日本民間放送連盟副会長などを務めた。

## 来歴・人物
陸軍大将を務めた菅野尚一・ハルの七男に生まれる。東京で誕生後、山口県に転居（一部のプロフィールには山口県出身と明記）。末子であるため、学生時代に村上水軍の末裔である母方の血筋を継ぎ、村上健三の養子となる。第22代因島村上家当主。
第一高等学校を経て、1947年東京大学法学部卒業後、共同通信社に入社。社会部記者として出発し、同期にはのちにTBSニュースキャスターを経て参議院議員となる田英夫がいた。帝銀事件や昭和電工疑獄、下山事件といった戦後史に残る大事件に立ち会ったが、肺結核を患い、退社を余儀なくされた。

### ニッポン放送入社
1954年開局するニッポン放送に入社。その翌年、報道部から編成部に移り、35歳で編成課長の重責を担った。ニッポン放送は東京では、NHK、ラジオ東京（現：TBS）、文化放送に次ぐ第4のラジオ局として開局した。先発局と同じような番組を流していては、追いつき、追い越すことはできない。こう考えた村上は、男の聴取者を除外して、家庭の主婦に的を絞る独自の編成を打ち出した。ホームドラマの『サザエさん』やNHKの大ヒット作『君の名は』のメロドラマ路線を踏襲したと思われる『君美しく』『君を愛す』などをヒットさせ、新興のラジオ局を聴取率1位に導いた。ニッポン放送時代に、専務だった鹿内信隆と出会うが、後にフジサンケイグループ議長として君臨する鹿内は、村上の人生に大きな影響を与えた。

### フジテレビに移る
1958年、翌年開局するフジテレビに移り、初代編成部長を任された。村上はここでも先発局とは違う路線を歩もうと、「母と子どものフジテレビ」というキャッチフレーズを掲げた。映画界のスターを次々に登場させた15分の帯番組『スター千一夜』、売り出す前のハナ肇とクレージーキャッツが出演し、新進気鋭の放送作家青島幸男が世相風刺の台本を書いた昼の帯番組『おとなの漫画』は、開局と同時に始まった。音楽番組『ザ・ヒットパレード』や国産初のテレビアニメ『鉄腕アトム』も、局の看板番組となった。
同年5月、村上の下にニッポン放送時代の同僚である五社英雄が訪ねてきた。同僚ではあったが、配属部署も異なるため、顔見知り程度の間柄でしかなかった。だが、五社はそんなことはお構いなしに、単刀直入にこう申し入れた。「自分は今スポーツ班にいるが、なんとしてもテレビに入ってドラマをやりたい。フジに引っ張ってほしい」これまでラジオドラマの演出すら未経験の五社に、さらに複雑な技術と知識が必要となる映像のドラマ作品の演出は難しいだろう。そう思った村上は、こう答える。「たしかに文化放送やニッポン放送からドラマや音楽の経験者を探しているが、君は未経験者だから、とりあえず報道部入りを考えたら？」一旦引き下がった五社だったが、10日くらいして再び現れる。今度は小脇に分厚い書類を抱えていた。それは全て、黒澤明監督に関する資料であった。世界のエンターテイメント表現に変革を起こしている真っ最中にあったこの巨匠を、五社は信奉していた。そして、黒澤の演出を研究した成果を滔々とまくし立て、「テレビでぜひ黒澤のような演出をやってみたい」と懇願する。その熱意に押された村上が答える。「ようし、分かった。福田（福田英雄）さんに話してみよう」と当時の常務に相談することにした。それから1ヶ月後の6月2日、五社はフジテレビに移籍することになった。
1961年9月にはテレビで初の全日放送を実現した。民放として売り場面積が増え、村上は他局からも「編成の神様」と呼ばれたのはこのころという。
1964年編成局長、翌1965年取締役となる。1966年、日枝久は報道部から編成部に移動し、編成局長の村上に接した。村上は毎日のように日枝ら若手を銀座のバーに誘い、談論風発を好んだ。いい提案は「おお、よしよし」と即決したという。編成局長時代には、NHKの看板アナウンサーだった小川宏を自ら引き抜いて、朝の時間帯で『小川宏ショー』をスタートさせたのをはじめ、今も続く『ミュージックフェア』、国産初のカラーアニメ『ジャングル大帝』、大川橋蔵の主演で長寿番組となる『銭形平次』も開始した。
1968年、常務になってからは、フジテレビの劇場用映画第1作として、五社ディレクターを起用して仲代達矢、中村錦之助（のちの萬屋錦之介）、丹波哲郎が共演した時代劇『御用金』を制作した。これに続く時代劇『人斬り』には勝新太郎、仲代、石原裕次郎らのスターとともに、作家三島由紀夫も出演し話題を集めた。
1971年専務に昇進するが、1974年、テレビ新広島の開局に伴い副社長として転出し、広島・福山・尾道の財界有力者を訪ね回り、新局への関心を誘い、競願38社に及んだ申請の現場作業を担当する。

### フジテレビに復帰
1980年5月、「創立以来の最大の危機」と訴えるフジテレビ会長の鹿内は、「松下幸之助の故事にならい、自身が会長のまま強化本部長を兼務して第一線の指揮をとる」と役員会で電撃的に決め、長男の鹿内春雄が代表取締役副社長に就任することになった。併せて、専務（編成担当）には村上が戻って就任し、編成局長にはネット営業部長の日枝が就くことなった。
この人事が発せられると、東京には戻れないと覚悟していた村上は勇躍、気心の知れたかつての部下を集めて要の編成局長をはじめとする「組閣人事」を練ろうとした。ところが、ふたを開けてみると村上の知らないうちに日枝編成局長をはじめとする幹部人事は決まっていた。「鹿内さんの『編成は任せる』という意味は『最後に責任を取れ』という意味だとわかり、村上さんは憮然としていた」と招集をかけられた一人の嶋田親一は語る。
村上は日枝、そして日枝が現場の要職として据えた編成部長の中出傳二郎らと共に、低視聴率だった番組を改革し、『オレたちひょうきん族』『北の国から』などの看板番組を打ち出し、視聴率三冠王を達成。フジの黄金時代を築く。

### 関西テレビ社長
1982年、鹿内から関西テレビ副社長への転出を言い渡された。関西テレビも1985年、関西地区での「年間三冠王」を達成し、1990年に村上は社長となる。社長に就任すると『首都消失』、『ラッコ物語』、『妖女の時代』と立て続けに映画制作を進め、局員には意識改革を訴えた。
春雄の急逝後、信隆が自身の後継者と定めた娘婿の鹿内宏明は、1992年7月、産業経済新聞社代表取締役会長（フジテレビ、ニッポン放送代表取締役会長、グループ議長兼任）を、日枝グループによって解任されるが、村上には事前に日枝から通告があった。「日枝君から『近いうちに議長を解任することになるかもしれません』という電話があった。宏明氏は関西テレビの取締役でもあるが、僕はよく知らない。ただ以前から、宏明氏が傍若無人に振る舞っていると言ってくる人は何人もいて、驚きはしたが、鹿内家のタブーをなくすというなら、たいしたものだと思いましたよ」と回想する。
1993年、椿事件で桑田弘一郎・民放連会長（テレビ朝日相談役）が辞任したため、民放連副会長の村上が取材の矢面に立った。民放連事務局は当初、「議事を録音したテープはない」と言明していたが、村上は記者会見で「民放連の放送基準審議会議長という立場で調査を進めた」結果として、テープの存在を公表している。1994年6月、取締役から退く。
中央公論新社の取締役・雑誌局長の河野道和は、関西テレビの経営から退いた義父に回想録の執筆を勧めたところ、当初は「人の悪口は言いたくないし、自分の自慢話もしたくない」と拒まれた。やがて「放送の世界で面白い人間たちをたくさん見てきた。彼らの軌跡をよみがえらせ、今の放送人へのエールを贈るなら」と乗り気になった。村上が著した『ロングラン』は、フジテレビ調査部が隔月で発行していた『AURA』に連載していた「マスコミ漂流50年」をまとめたもので、2005年に上梓された。『ロングラン』では、鹿内信隆に関しては事実関係の記述に徹し、個人的な思いは意識的に控えている。ワンマンの下でサラリーマンとしての光と影を味わったはずだが、「愚痴めいたことは言いたくない」という美学を貫いたのだろう。と読売新聞編集委員鈴木嘉一は追悼文に記している。
2007年9月18日、心不全のため東京都中央区の病院で死去。88歳だった。11月12日、帝国ホテルで「偲ぶ会」が開かれ、出馬迪男関西テレビ会長と日枝フジテレビ会長が代表を務めた。約800人に上った参加者の中には、森光子や富司純子、岩下志麻らの女優、村上が通った銀座のバーのママたちの姿も見られた。その席では、村上の軌跡をたどった10分間の映像が上映された。それは、1997年に開かれた勲二等瑞宝章受賞の祝賀パーティで本人が述べた謝辞で終わっている。「河田町の3階が懐かしい。みんなで一緒になり、『（TBSに）追いつき、追い越せ』と頑張った。今度、フジテレビはお台場に引っ越すが、あの時の気持ちをお台場に持っていってほしい。きょうは本当にありがとうございました」。

## 親族
- 父 菅野尚一（陸軍大将）[3]
- 兄 菅野五郎（神戸製鋼所取締役）[3]
- 娘婿 河野道和（中央公論新社取締役・雑誌局長。中央公論、婦人公論編集長を歴任）

## 著書
- 『ロングラン マスコミ漂流50年の軌跡』扶桑社、2005年6月。ISBN 978-4594049478。